# سيدني جورج فيشر (مؤرخ)
سيدني جورج فيشر (بالإنجليزية: Sidney George Fisher)‏ هو كاتب يوميات ومؤرخ أمريكي، ولد في 2 مارس 1809 في فيلادلفيا في الولايات المتحدة، وتوفي في 25 يوليو 1871 في ريتشفيلد سبرينغز في الولايات المتحدة.